# Cyclosa nevada
Cyclosa nevada Levi, 1999 è un ragno appartenente alla famiglia Araneidae.

## Etimologia
Il nome della specie deriva dall'altopiano colombiano della Sierra Nevada de Santa Marta, nel cui territorio sono stati rinvenuti i primi esemplari

## Caratteristiche
L'olotipo femminile ha dimensioni: cefalotorace lungo 1,3mm, largo 1,0mm; opistosoma lungo 4,5mm.

## Distribuzione
La specie è stata reperita nella Colombia settentrionale: a San Lorenzo, località della Sierra Nevada de Santa Marta, appartenente al dipartimento di Magdalena.

## Tassonomia
Al 2013 non sono note sottospecie e dal 1999 non sono stati esaminati nuovi esemplari.